# هيلين إتش. غاردنر
هيلين هاملتون غاردنر (بالإنجليزية: Helen H. Gardener) (1853 – 1925) هي كاتبة أمريكية ومفكرة عقلانية وناشطة سياسية وموظفة حكومية. سميت عند مولدها أليس تشينويث. ألقت غاردنر الكثير من المحاضرات، وألفت الكثير من المقالات والكتب خلال ثمانينيات وتسعينيات القرن التاسع عشر، وتعرف اليوم بدورها في حرية الفكر وحركات حق المرأة في الاقتراع ومكانتها كرائدة في أعلى مراتب الخدمات المدنية الأمريكية.

## سيرتها

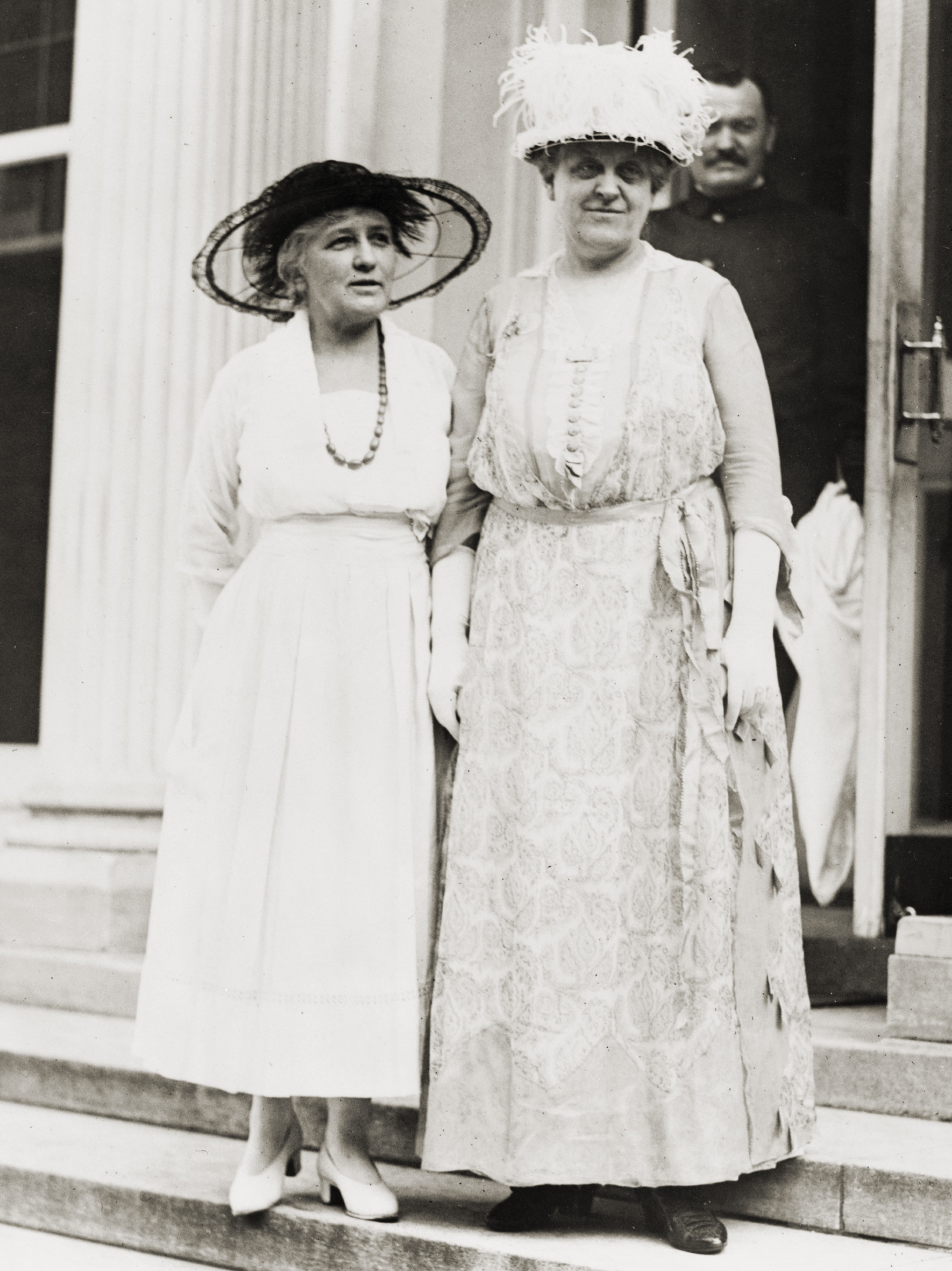
القائدتان النسويتان الأمريكيتان هيلين غاردنر وكاري تشابمان كات تغادران البيت الأبيض.

### سنواتها الأولى
ولدت أليس تشينويث، التي تعرف دائمًا باسمها المستعار، هيلين هاملتون غاردنر، قرب وينشستر، فيرجينيا، في 21 يناير 1853. كانت أصغر 6 أطفال ولدوا للقس ألفرد غريفيث تشينويث، وهو كاهن أسقفي أصبح قسًا متجولًا ميثوديًا، وزوجته التي كانت تعرف بكاثرين إيه. بيل. أصل عائلة تشينويث أصلها الأمريكي إلى شخص يدعى آرثر تشينويث، كان قد وصل إلى مقاطعة ماريلاند الوليدة في عام 1635 ليتلقى منحة أرض لخدمته المشرفة للورد بالتيمور.
توجهت عائلة تشينويث بعد ذلك إلى فرجينيا، حيث ورث والد أليس عبيدًا. وبصفتهم معترضين على مؤسسة العبودية، فقد أعتقوا عبيدهم في عام 1853 بسبب العقبات القانونية القائمة حينها أمام سير هذا العمل. انتقلت العائلة إلى واشنطن العاصمة بعد فترة قصيرة من ذلك. وقد تبع ذلك في عام 1855 انتقالًا إلى جرينكاسل، إنديانا. خلال الحرب الأهلية الأمريكية، خدم والد تشينويث القضية الفيدرالية، فعاد إلى ولاية فيرجينيا المعادية ليخدم كمرشد لقوات الاتحاد هناك.
حصلت أليس تشينويث على تعليم ممتاز وأظهرت أهلية واهتمامًا بالعلم وعلم والاجتماع. وقد انضمت إلى أناس أكبر منها سنًا وقرأت بتوسع في موضوعات جادة. ودرست مع مدرسين والتحقت بالعديد من المدارس الملحية، وانتقلت إلى سينسيناتي، أوهايو في أواخر سنوات مراهقتها، وهناك تخرجت من المدرسة الثانوية. وعقب تخرجها من الثانوية، التحقت تشينويث لمدرسة سينسيناتي للمعلمين، وتخرجت منها في يونيو 1873.
عملت تشينويث كمدرسة لمدة عامين، وتخلت عن هذه المهنة (كما كان سائدًا في ذلك الوقت) حين تزوجت عام 1875. كان زوجها الأول، تشارلز سيلدن سمارت، يكبرها بنحو عقدين من الزمن وخدم في ذلك الوقت مفوضًا لمدرسة ولاية أوهايو. انتقل الزوجان إلى مدينة نيويورك في عام 1880، حيث دخل تشارلز إلى مجال التأمينات، بينما حضرت أليس دورات في علم الأحياء في جامعة كولومبيا، ولو لم يكن ذلك سعيًا للحصول على درجة علمية. وقد حاضرت تشينويث سمارت أيضًا في علم الاجتماع كجزء من برنامج تعليم الكبار في معهد بروكلين للفنون والعلوم، وجربت الكتابة لصحيفة محلية بمجموعة من الأسماء المستعارة الذكورية.

### مسيرتها المهنية الأدبية
خلال سنواتها الأولى في نيويورك، تعرفت تشينويث سمارت على روبرت جي. إنجرسول، الخطيب العقلاني الرائد في ذلك الوقت. وبناء على طلب إنجسرول المستمر في يناير 1884، بدأت أليس تشينويث سمارت بإلقاء سلسلة من المحاضرات العامة، تناولت فيها مواضيع تشككية مثل «الرجال والنساء والآلهة»، و«حقائق تاريخية وخيالات لاهوتية»، و«الحق الإلهي»، و«روما أم العقل». وقد جمع العديد منها في كتابها الأول، رجال ونساء وآلهة، ومحاضرات أخرى. نشرت تشينويث هذا الكتاب باسم مستعار هو «هيلين هاملتون غاردنر»، وهو الاسم الذي استخدمته لبقية حياتها، حتى اعتمدته اسمًا قانونيًا لها.

## روابط خارجية
- هيلين إتش. غاردنر على موقع الموسوعة البريطانية (الإنجليزية)
- هيلين إتش. غاردنر على موقع قاعدة بيانات برودواي على الإنترنت (الإنجليزية)